# Kuragehime
Kuragehime (japanska: 海月姫, 'Manetprinsessan'; engelska: Princess Jellyfish?) är en joseimanga samt efterföljande animerad TV-serie. Mangan, skriven och tecknad av Akiko Higashimura, började publiceras 10 november 2008 i Kōdanshas tidning Kiss. Den 11 avsnitt långa animeserien sändes i Fuji TV:s programblock Noitamina mellan oktober och december 2010. Animen producerades på studion Brain's Base, i regi av Takahiro Omori.

## Handling
Kuragehime kretsar kring Amamizukan, ett mindre hyreshus med korridorboende i Tokyo. Det har ett halvdussin kvinnliga otaku som enda hyresgäster. Inga män äger tillträde till byggnaden. Alla hyresgästerna har sina unika särdrag, och i centrum för handlingen står Tsukimi Kurashita som älskar maneter. Tsukimis manetmani föddes dagen då hennes nu avlidna mor tog henne till ett offentligt akvarium och jämförde maneternas tentakler med prinsessklänningar. Tsukimi drömmer om en framtid som illustratör, samtidigt som hon fasar för sociala miljöer, attraktiva människor och ordnat arbete. Amamizukans övriga invånare är av samma skrot och korn och betecknar sig själv som amar ('nunnor'). En dag stöter Tsukimi ihop med den elegante Kuranosuke, en oäkta politikerson som klär sig i kvinnokläder för att slippa undan politikervärlden och kunna känna sig närmare sin mor. Tsukimi lyckas hålla hans manliga identitet hemlig för sina grannar, trots hennes egen olust över att ibland ha en man hemma hos sig. Amamizukans omgivningar hotas av planerade nybyggen, eftersom opportunister i fastighetsbranschen vill höja statusen på bostadsområdet med hjälp av lyxhotell och köpcenter. Trots amar-motviljan mot attraktiva människor, låter de sig hjälpas av Kuranosuke i kampen mot de hotande byggplanerna.

## Rollfigurer

### "Nunnorna"

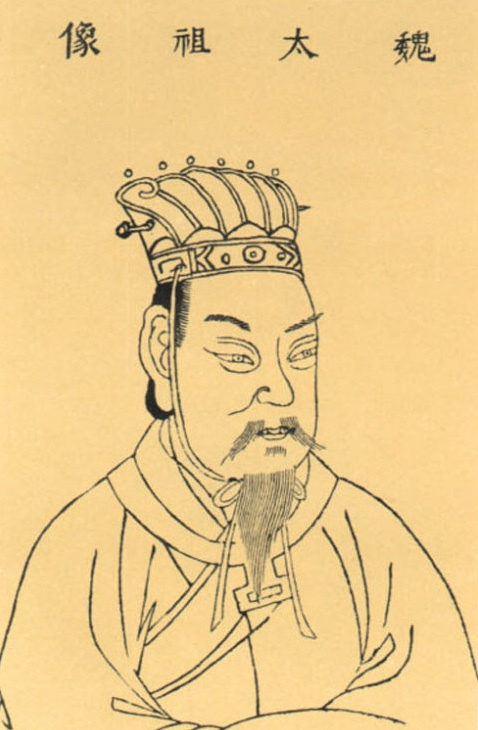
Cao Cao, krigsherre från De tre kungadömenas tid, är en av Mayayas idoler.

- Tsukimi Kurashita (japanska: 倉下 月海?, Kurashita Tsukimi) ♀ – japansk röst: Kana Hanazawa

Den 18-åriga Tsukimi kan mycket om maneter. Hon blir – i likhet med övriga amar – bokstavligen förstenad i eleganta människors närhet men låter sig själv från och till motvilligt blir "uppiffad" av Kuranosuke. I sådana stunder faller Shū för henne.
- Chieko (japanska: 千絵子?) ♀ – Kimiko Saito

Chieko är som dotter till husets ägare vicevärd på Amamizukan. Hennes mani är traditionella japanska kläder som kimono.
- Mayaya (japanska: まやや?) ♀ – Akemi Okamura

Mayayas specialintresse är gammal kinesisk (militär)historia. Hennes entusiasm tar sig livliga uttryck så fort de tre kungadömenas tid (200-talet e.Kr.) kommer på tal.
- Banba (japanska: ばんば?) ♀ – Motoko Kumai

Banba älskar tåg av alla de slag. Hennes voluminösa afrofrisyr är naturlig.
- Jiji (japanska: ジジ?) ♀ – Mamiko Noto

Jiji är förtjust i mogna, äldre män. Hon ger sig sällan till känna och är konstant rädd för att bli sjuk.
- Juon Mejiro (japanska: 目白 樹音?, Mejiro Juon) ♂

Juon Mejiro är en framgångsrik skapare av yaoimanga. Hon klarar inte av att vara bland folk och kommunicerar i stort sett uteslutande genom skrivna meddelanden som skjuts ut/in under hennes dörr. Hennes grannar får ibland hjälpa till med mangaproduktionen. Män tycker hon inte om.

### Övriga

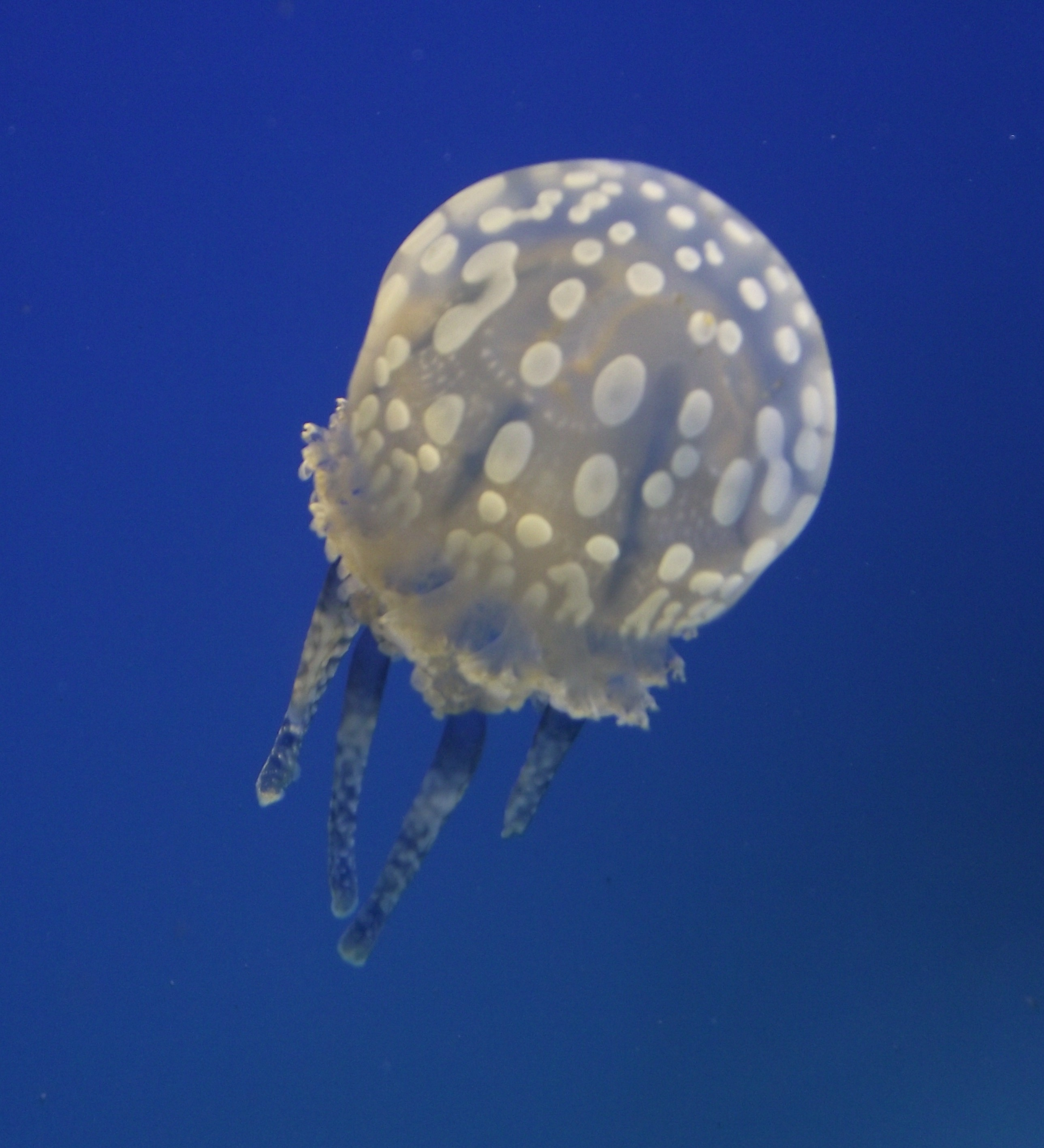
Tsukimis husdjur är en liten prickig lungmanet som heter Clara.

- Clara (japanska: クララ?, Kurara) – Sumire Morohoshi

Detta är Tsukimis prickiga lungmanet (av arten Mastigias papua), som ibland avbryter berättelsen för att förklara viktiga särdrag hos amar-folket.
- Kuranosuke Koibuchi (japanska: 鯉淵 蔵之介?, Koibuchi Kuranosuke) ♂ – Mitsuki Saiga

Kuranosuke är yngste sonen i en rik politikerfamilj. Han kallar sig "Kurako" när han är på Amamizukan, så de inte misstänker att han är man. Han älskar att klä sig i kvinnokläder, till sin fars och halvbrors stora förtret.
- Shū Koibuchi (japanska: 鯉淵 修?, Koibuchi Shū) ♂ – Jun'ichi Suwabe

Shū är Kuranosukes trettioårige halvbror. Han arbetar som faderns personlige assistent. Alltsedan en traumatisk barndomsupplevelse är han paniskt rädd för kvinnor. När Tsukimi är föremål för Kuranosukes "makeover" faller han i farstun för henne; han känner dock inte igen henne när hon blir sitt vanliga jag igen.
- Shōko Inari (japanska: 稲荷 翔子?, Inari Shōko) ♀ – Junko Kitanishi

Hon arbetar i fastighetsbranschen och siktar närmast på att riva Amamizukan för att i dess ställe låta bygga ett stort hotell. Hon drar sig inte för att manipulera folk i sin jakt på framgång.

## Media

### Manga
Kuragehime började som en manga skriven och tecknad av Akiko Higashimura. Följetongen började i Kōdanshas serietidning Kiss 10 november 2008. Den första tankōbon-volymen presenterades 13 mars 2009. Fram till 13 januari 2015 har sammanlagt 15 volymer publicerats. Mangan har licensierats på italienska av Star Comics och på franska av Delcourts genom sin mangaetikett Akata.

### Anime
Mangan bearbetades under 2010 till en elva avsnitt lång TV-anime, producerad på Brain's Base och regisserad av Takahiro Omori. Den originalsändes i Japan från 15 oktober till 30 december 2010, på Fuji TV:s Noitamina-block. Fyra Blu-ray-skivor släpptes i Japan under perioden januari till april 2011, med hela TV-serien plus extramaterial.
Animen beledsagas av två olika ledmotiv, en för förtexterna och en för eftertexterna. Inledningsmelodin är "Koko dake no hanashi" (japanska: ここだけの話, 'Bara mellan oss'?) av Chatmonchy, och avslutningsmelodin är "Kimi no kirei ni kizuite okure" (japanska: きみのきれいに気づいておくれ, 'Fatta att du är vacker'?) av Sambomaster. Animationen till förtexterna består av ett mängd inklippta och bearbetade popkulturreferenser från ett antal olika filmer och TV-serier:
- Sex and the City (1998–)[a]
- Star Wars (1977–)[b]
- Singin' in the Rain (1952)[c]
- Mary Poppins (1964)[d]

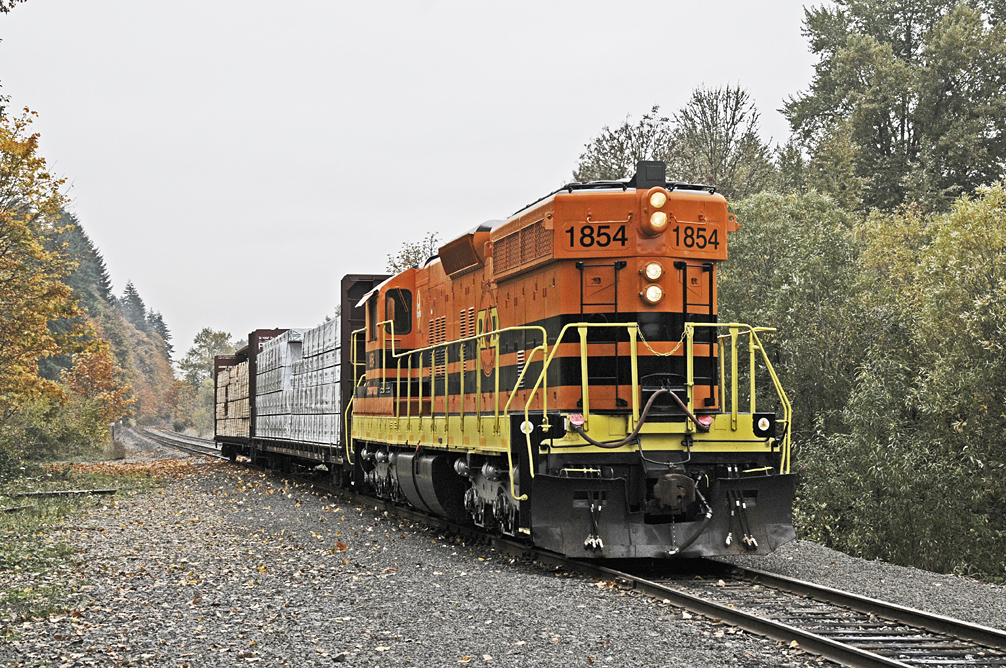
Banba är betagen i allt som går på spår. I animens förtexter figurerar en tågscen som hämtad ur filmen Den grymme, den starke, den fege (på ett tåg i Oregon).

- Den grymme, den starke, den fege (1973, med Lee Marvin och Ernest Borgnine)[e]
- Du shen (1989, med Chow Yun-Fat)[f]
- James Bond (1953–/1962–)[g]
- Game of Death (1978, med Chow Yun-Fat)[h]
- Kill Bill (2003)[i]
- Mandomsprovet (1967)[j]
- Närkontakt av tredje graden (1977)[k]

Musiken i animen är skriven av Makoto Yoshimori. Amerikanska Funimation samsände serien på sin videoströmssajt, som del av deras avtal med Fuji TV. De första avsnitten sändes där 28 oktober 2010. Funimation licensierade senare serien för den nordamerikanska marknaden efter positiv respons på en tittarundersökning på deras Facebook-sida. och släppte hela serien på Blu-ray/DVD 28 februari 2012. Serien gjorde sin nordamerikanska TV-debut 11 september 2012 på Funimation Channel. Brittisk-franska Kazé släppte serien i DVD-box för både den brittiska och den franska marknaden.

#### Animeavsnitt
| Nummer | Japansk titel                                                                                  | Engelsk titel                          | Översättning                         | Premiärsändning  |
| ------ | ---------------------------------------------------------------------------------------------- | -------------------------------------- | ------------------------------------ | ---------------- |
| 01     | "Sex and the Amars" (セックス・アンド・ザ・アマーズ, Sekkusu ando za amāzu)                    | "Sex and the Amars"                    | 'Sex och nunnorna'                   | 14 oktober 2010  |
| 02     | "Sukiyaki uesutan matsusaka" (スキヤキ・ウエスタン・マツサカ)                                  | "Sukiyaki Western Matsutaka"           | 'Sukiyaki västlig matsutaka'         | 28 oktober 2010  |
| 03     | "'Mahō o kakerarete" (魔法をかけられて)                                                        | "Enchanted"                            | 'Förtrollad'                         | 4 november 2010  |
| 04     | "Suizokukan de aimashō" (水族館で逢いましょう)                                                 | "Let's Meet at the Aquarium"           | 'Vi syns på akvariet'                | 11 november 2010 |
| 05     | "Watashi wa kurage ni naritai" (私はクラゲになりたい)                                          | "I Want to Be a Jellyfish"             | 'Jag vill vara en manet'             | 18 november 2010 |
| 06     | "Night of the Living Amars" (ナイト・オブ・ザ・リビング・アマーズ, Naito obu za ribingu amāzu) | "Night of the Living Amars"            | 'De levande nunnornas natt'          | 25 november 2010 |
| 07     | "Kinyū mushoku rettō" (金融無職列島)                                                           | "Islands of Unemployment Cash-lending" | 'Arbetslöshetslåneöarna'             | 2 december 2010  |
| 08     | "Million Dollar Babies" (ミリオンダラー・ベイビーズ, Miriondarā beibīzu)                       | "Million Dollar Babies"                | 'Miljondollarsbarnen'                | 9 december 2010  |
| 09     | "Mayonaka no Cherry Boy" (真夜中のチェリーボーイ, Mayonaka no cherībōi)                        | "Midnight Cherry Boy"                  | 'Midnattens körsbärspojke'           | 16 december 2010 |
| 10     | "Ai to nurumayu no hibi" (愛とぬるま湯の日々)                                                  | "Days of Love and Lukewarm Water"      | 'Dagar av kärlek och ljummet vatten' | 23 december 2010 |
| 11     | "Jellyfish of Dreams" (ジェリーフィッシュ・オブ・ドリームス, Jerīfisshu obu dorīmusu)          | "Jellyfish of Dreams"                  | 'Mina drömmars manet'                | 30 december 2010 |

## Mottagande
2010 vann mangan Kuragehime "Kodansha Manga Award" för bästa shōjomanga. Den var även nominerad till 2010 års "Manga Taishō"-pris. Augusti 2010 rapporterades att mangan sålts i sammanlagt 1 miljon exemplar.